# Juillaguet
Juillaguet ist eine Ortschaft und eine Commune déléguée in der Gemeinde Boisné-La Tude mit 150 Einwohnern (Stand 2013) im westfranzösischen Département Charente in der Region Nouvelle-Aquitaine.

## Lage
Juillaguet liegt in einer Höhe von etwa 180 Metern ü. d. M. etwa 23 Kilometer (Fahrtstrecke) südlich von Angoulême in der alten Kulturlandschaft des Angoumois. Das Flüsschen Tude entspringt westlich des Ortes.

## Bevölkerungsentwicklung
| Jahr      | 1962 | 1968 | 1975 | 1982 | 1990 | 1999 | 2006 | 2013 |
| Einwohner | 147  | 146  | 120  | 118  | 107  | 98   | 127  | 150  |

In der ersten Hälfte des 19. Jahrhunderts lag die Einwohnerzahl der Gemeinde stets bei etwa 250 Personen, um danach infolge der Reblauskrise im Weinbau und der Mechanisierung der Landwirtschaft kontinuierlich auf die Tiefststände der letzten Jahrzehnte des 20. Jahrhunderts abzusinken. Erst mit Beginn des 3. Jahrtausends stabilisierte sich die Einwohnerzahl wieder.

## Wirtschaft
Die Einwohner von Juillaguet lebten jahrhundertelang nach dem Prinzip der Selbstversorgung von der Landwirtschaft; die Böden der Gemeinde gehören zu den Bons Bois des Weinbaugebietes Cognac, doch sind die Absätze bei teuren Weinbränden und selbst bei Wein in den letzten Jahrzehnten eher rückläufig, so dass der Weinbau keine bedeutende Rolle mehr spielt. Einnahmen aus dem Tourismus, insbesondere der Vermietung von Ferienwohnungen (gîtes), sind seit den 1960er Jahren eine wichtige Einnahmequelle.

## Geschichte
Eine antike Römerstraße (Chemin Boisné) Saintes (Mediolanum Santonum) nach Périgueux (Vesunna) führte durch das Gebiet der Gemeinde. Die romanische Kirche weist auf einen bereits im Mittelalter existierenden Ort hin.
Die Gemeinde Juillaguet wurde am 1. Januar 2016 mit Charmant und Chavenat zur Commune nouvelle Boisné-La Tude zusammengeschlossen.

## Sehenswürdigkeiten

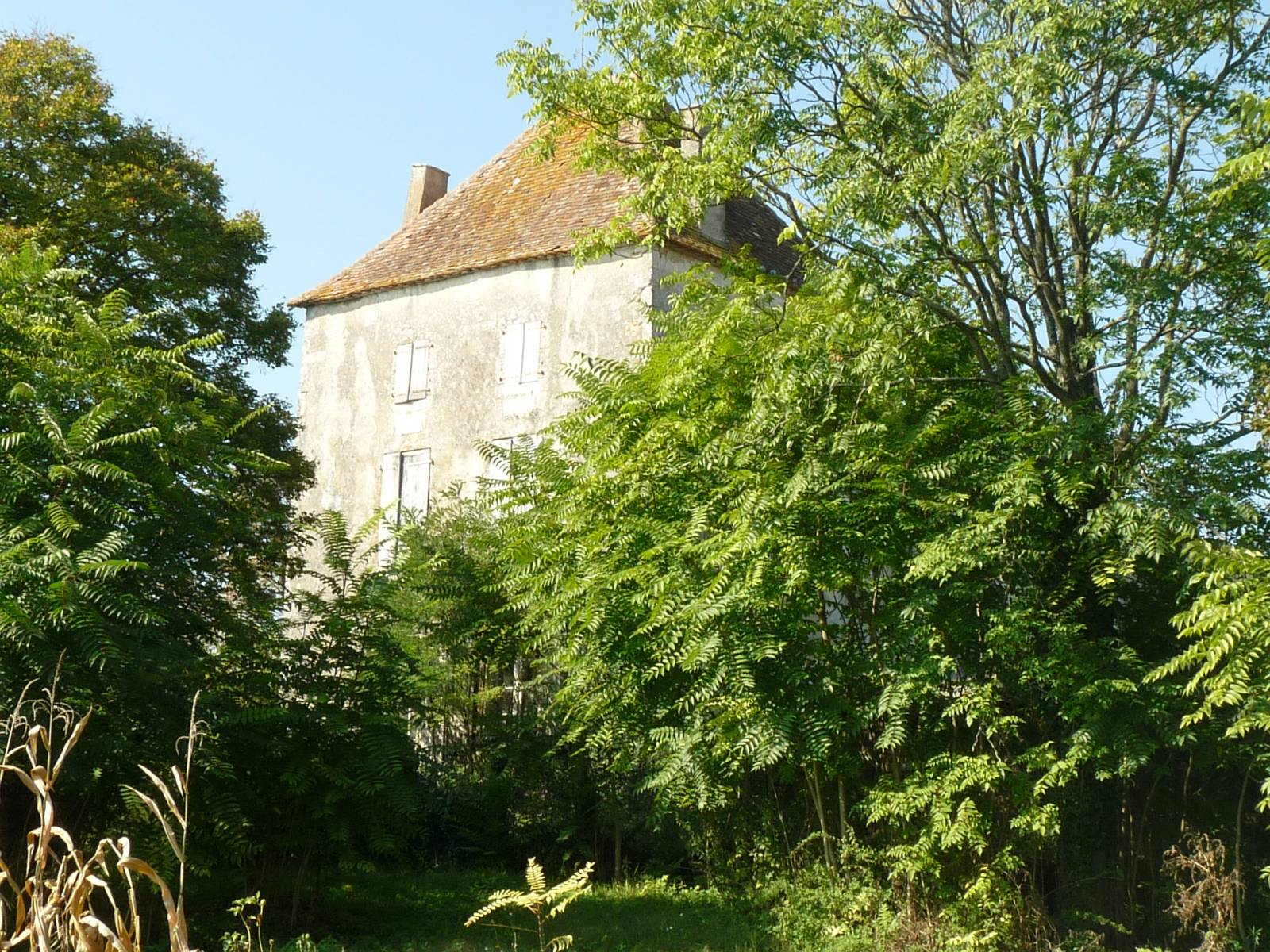
Château

- Die einschiffige romanische Pfarrkirche (Église Saint-Hilaire) stammt in Teilen noch aus dem 12. Jahrhundert, sie wurde jedoch später mehrfach verändert – u. a. wurden zwei Seitenkapellen angebaut. Auch der einfache Glockengiebel scheint eine spätere Hinzufügung zu sein.
- Das zweigeschossige Château de Juillaguet (oft auch nur als Logis bezeichnet) steht – hinter Büschen und Bäumen versteckt – im Ortszentrum und befindet sich in Privatbesitz.